# Лајонс (Небраска)
Лајонс (енгл. Lyons) град је у америчкој савезној држави Небраска.

## Демографија
По попису из 2010. године број становника је 851, што је 112 (-11,6%) становника мање него 2000. године.
| Група             | 2000.       | 2010.       |
| Белци             | 905 (94,0%) | 812 (95,4%) |
| Афроамериканци    | 3 (0,3%)    | 1 (0,1%)    |
| Азијати           | 1 (0,1%)    | 0 (0,0%)    |
| Хиспаноамериканци | 50 (5,2%)   | 27 (3,2%)   |
| Укупно            | 963         | 851         |